# Zającoszczur
Zającoszczur (Leporillus) – rodzaj ssaków z podrodziny myszy (Murinae) w obrębie rodziny myszowatych (Muridae).

## Rozmieszczenie geograficzne
Rodzaj obejmuje gatunki występujące endemicznie w Australii.

## Morfologia
Długość ciała (bez ogona) 170–260 mm, długość ogona 145–180 mm, długość ucha 28–32 mm, długość tylnej stopy 40–48 mm; masa ciała 180–450 g.

## Systematyka
Rodzaj zdefiniował w 1906 roku angielski zoolog Oldfield Thomas na łamach The Annals and Magazine of Natural History. Gatunkiem typowym jest (oryginalne oznaczenie) zającoszczur mniejszy (L. apicalis). 

### Etymologia
Leporillus: łac. lepus, leporis ‘zając’; przyrostek zdrabniający -illus.

### Podział systematyczny
Do rodzaju należą następujące współczesne gatunki:
| Grafika | Gatunek             | Autor i rok opisu | Nazwa zwyczajowa      | Podgatunki         | Rozmieszczenie geograficzne | Podstawowe wymiary                             | Status IUCN |
| ------- | ------------------- | ----------------- | --------------------- | ------------------ | --- | ---------------------------------------------- | ----------- |
|         | Leporillus apicalis | (Gould, 1853)     | zającoszczur mniejszy | gatunek monotypowy | znany z Australii Zachodniej, Terytorium Północnego, Australii Południowej, Nowej Południowej Walii i północno-zachodniej Wiktorii                                                                          | DC: brak danych DO: brak danych MC: około 60 g | EX          |
|         | Leporillus conditor | (Sturt, 1848)     | zającoszczur większy  | gatunek monotypowy | rodzimy dla wysp Franklin (archipelag Nuyts, Australia Południowa); introdukowany do zachodniej Australii Zachodniej, Australii Południowej i Nowej Południowej Walii; zakres wysokości: 2800–3600 m n.p.m. | DC: 17–26 cm DO: 14,5–18 cm MC: 180–450 g      | NT          |

Kategorie IUCN:  NT  – gatunek bliski zagrożenia,  EX  – gatunek wymarły.